# زبان پروانه‌ها (فیلم ۱۹۹۹)
زبان پروانه‌ها (به انگلیسی: Butterfly's Tongue) (به اسپانیایی: La lengua de las mariposas) فیلمی اسپانیایی به کارگردانی خوزه لوئیس کوئردا است که در سال ۱۹۹۹ منتشر شده است.
این فیلم نامزد دریافت بهترین فیلم از جشنواره فیلم گویا در سال ۲۰۰۰ شد. و نهایتاً توانست جایزه بهترین فیلمنامه اقتباسی را به دست آورد.